# Crosslauf-Weltmeisterschaften 1994
Die 22. Crosslauf-Weltmeisterschaften der IAAF fanden am 26. März 1994  im Kincsem-Park von Budapest (Ungarn) statt.
Die Männer starteten über eine Strecke von 12,06 km, die Frauen über 6,22 km, die Junioren über 8,14 km und die Juniorinnen über 4,3 km.

## Ergebnisse

### Männer

#### Einzelwertung
| Platz | Athlet             | Land | Zeit (min) |
| ----- | ------------------ | ---- | ---------- |
| 1     | William Sigei      | KEN  | 34:29      |
| 2     | Simon Chemoiywo    | KEN  | 34:30      |
| 3     | Haile Gebrselassie | ETH  | 34:32      |
| 4     | Paul Tergat        | KEN  | 34:36      |
| 5     | Khalid Skah        | MAR  | 34:59      |
| 6     | James Songok       | KEN  | 35:02      |
| 7     | Addis Abebe        | ETH  | 35:11      |
| 8     | Ayele Mezgebu      | ETH  | 35:14      |

Von 281 gestarteten Athleten erreichten 267 das Ziel.
Teilnehmer aus deutschsprachigen Ländern:
- 58: Andrea Erni (SUI), 36:27
- 59: Arnold Mächler (SUI), 36:28
- 89: Markus Graf (SUI), 36:53
- 173: Bruno Heuberger (SUI), 37:51
- 197: Marius Hasler (SUI), 38:16
- 199: Kasimir Kunz (SUI), 38:18
- 216: Thierry Constantin (SUI), 38:35
- 220: Jean-Francois Cünnet (SUI), 38:39
- 224: Philip Rist (SUI), 38:45

#### Teamwertung
| Platz | Land und Athleten                                                                               | Gesamtpunktzahl und Einzelplatzierung |
| ----- | ----------------------------------------------------------------------------------------------- | ------------------------------------- |
| 1     | Kenia William Sigei Simon Chemoiywo Paul Tergat James Songok Shem Kororia Dominic Kirui         | 034 01 02 04 06 09 012                |
| 2     | Marokko Khalid Skah Salah Hissou Elarbi Khattabi Khaled Boulami Mohamed Issangar Brahim Lahlafi | 083 05 011 014 015 016 022            |
| 3     | Äthiopien Haile Gebrselassie Addis Abebe Ayele Mezgebu Ibrahim Seid Tegenu Abebe Lemi Erpassa   | 133 03 07 08 035 037 043              |

Insgesamt wurden 29 Teams gewertet. Die Schweizer Mannschaft belegte mit 775 Punkten den 17. Platz.

### Frauen

#### Einzelwertung
| Platz | Athletin            | Land | Zeit (min) |
| ----- | ------------------- | ---- | ---------- |
| 1     | Hellen Chepngeno    | KEN  | 20:45      |
| 2     | Catherina McKiernan | IRL  | 20:52      |
| 3     | Conceição Ferreira  | POR  | 20:52      |
| 4     | Merima Denboba      | ETH  | 20:57      |
| 5     | Albertina Dias      | POR  | 20:59      |
| 6     | Elana Meyer         | RSA  | 21:00      |
| 7     | Zola Pieterse       | RSA  | 21:01      |
| 8     | Farida Fatès        | FRA  | 21:01      |

Von 148 gestarteten Athletinnen erreichten 147 das Ziel.
Teilnehmerinnen aus deutschsprachigen Ländern:
- 12: Daria Nauer (SUI), 21:10
- 15: Claudia Stalder (SUI), 21:17
- 136: Andrea Hayoz (SUI), 23:46

#### Teamwertung
| Platz | Land und Athletinnen                                                        | Gesamtpunktzahl und Einzelplatzierung |
| ----- | --------------------------------------------------------------------------- | ------------------------------------- |
| 1     | Portugal Conceição Ferreira Albertina Dias Fernanda Ribeiro Mónica Gama     | 55 03 05 10 37                        |
| 2     | Äthiopien Merima Denboba Getenesh Urge Asha Gigi Berhane Adere              | 65 04 14 19 28                        |
| 3     | Kenia Hellen Chepngeno Joyce Chepchumba Jane Omoro Hellen Kimaiyo Kipkoskei | 75 01 18 25 31                        |

Insgesamt wurden 25 Teams gewertet.

### Junioren

#### Einzelwertung
| Platz | Athlet        | Land | Zeit (min) |
| ----- | ------------- | ---- | ---------- |
| 1     | Philip Mosima | KEN  | 24:15      |
| 2     | Daniel Komen  | KEN  | 24:17      |
| 3     | Abreham Tsige | ETH  | 24:46      |

Von 189 gestarteten Athleten erreichten 186 das Ziel.
Teilnehmer aus deutschsprachigen Ländern:
- 96: André Bucher (SUI), 26:54
- 127: Bolko von Unruh (GER), 27:18
- 137: Torsten Grube (GER), 27:32
- 140: Carsten Schütz (GER), 27:35
- 161: Marco Kallmeier (GER), 28:04
- 181: Frank Brucksch (GER), 29:25

#### Teamwertung
| Platz | Land und Athleten                                                                    | Gesamtpunktzahl und Einzelplatzierung |
| ----- | ------------------------------------------------------------------------------------ | ------------------------------------- |
| 1     | Kenia Philip Mosima Daniel Komen Philip Kemei David Kiptum                           | 18 01 02 04 11                        |
| 2     | Äthiopien Abreham Tsige Lemma Alemayehu Tibebu Reta Tekalegne Shewaye                | 27 03 05 07 12                        |
| 3     | Marokko Salah El Ghazi Abdelmajid El Boubkary Mohamed El Hattab Abdelilah El Marrafe | 78 10 18 20 30                        |

Insgesamt wurden 31 Teams gewertet. Die deutsche Mannschaft belegte mit 565 Punkten den 28. Platz.

### Juniorinnen

#### Einzelwertung
| Platz | Athletin            | Land | Zeit (min) |
| ----- | ------------------- | ---- | ---------- |
| 1     | Sally Barsosio      | KEN  | 14:04      |
| 2     | Rose Cheruiyot      | KEN  | 14:05      |
| 3     | Elizabeth Cheptanui | KEN  | 14:15      |

Von 142 gestarteten Athletinnen erreichten 138 das Ziel.
Teilnehmerinnen aus deutschsprachigen Ländern:
- 37: Verena Karstens (GER), 15:38
- 39: Esther Heinold (GER), 15:40
- 71: Saskia Jeck (GER), 16:03
- 76: Katrin Engelen (GER), 16:04
- 77: Karen Bockel (GER), 16:05
- 79: Mirja Moser (SUI), 16:06

#### Teamwertung
| Platz | Land und Athletinnen                                                 | Gesamtpunktzahl und Einzelplatzierung |
| ----- | -------------------------------------------------------------------- | ------------------------------------- |
| 1     | Kenia Sally Barsosio Rose Cheruiyot Elizabeth Cheptanui Ruth Biwott  | 11 01 02 03 05                        |
| 2     | Äthiopien Shura Hotesa Birhan Dagne Abeba Tolla Leila Aman           | 46 09 10 13 14                        |
| 3     | Japan Azumi Miyazaki Miwa Sugawara Kanako Haginaga Sachiko Yokotsuka | 60 08 15 18 19                        |

Insgesamt wurden 23 Teams gewertet. Die deutsche Mannschaft belegte mit 223 Punkten den zehnten Platz.